# Quirinus van Blankenburg
Pour les articles homonymes, voir Blankenburg.
Œuvres principales
Traités de musique :
Onderwijzinge
Elementa Musica
Compositions :
Fuga Obligata
L'Apologie des Femmes
Quirinus van Blankenburg est un compositeur, organiste, carillonneur et théoricien de la musique néerlandais né en 1654 à Gouda en Hollande et mort en 1739.

## Biographie

### 1654-1700
Quirinus van Blankenburg reçoit les premières leçons de musique de son père. En 1679, il s'inscrit comme étudiant à l'université de Leyde.
Il devient inspecteur des orgues et des carillons ; ainsi, il visite, sans doute en 1676, la fonderie de cloches de Pierre Hemony à Amsterdam. Vers 1670, à l'âge de seize ans, il devient organiste de l'église remonstrante de Rotterdam. Le 4 décembre 1679, un Gideon van Blanckenburgh de Gouda, âgé de 24 ans, est inscrit sur le registre de l'université de Leyde, où il veut étudier le droit. Dans ses ouvrages théoriques, il étudie notamment le tempérament à 31 intervalles égaux de Christian Huygens (Onderwijzinge, de 1684). À La Haye, il dirige, vers 1690 un collegium musicum, une société musicale ayant pour but de donner des concerts (semi-)publics.

### 1700-1715
Vers 1700, Van Blankenburg devient organiste de la Nouvelle Église de La Haye, où il est aussi nommé organiste de l'Église wallonne.
En 1715, il publie sa cantate L'Apologie des Femmes, qui est une réponse à la cantate Les Femmes du compositeur français André Campra, publiée en 1708. Dans sa cantate, Campra décrit la souffrance causée par l'amour, dresse la liste des caractéristiques peu séduisantes de certains types de femmes (la coquette, la savante, l'indolente, etc.) et évoque le réconfort que le poète trouve dans la beauté de la nature, ce qui l'amène à renoncer pour toujours au sexe féminin. En réplique, Van Blankenburg dresse la liste des traits positifs des femmes dénigrées par Campra et conclut que les excès de l'amour sont de loin préférables à la mélancolie et à l'indifférence.

### 1715-1739

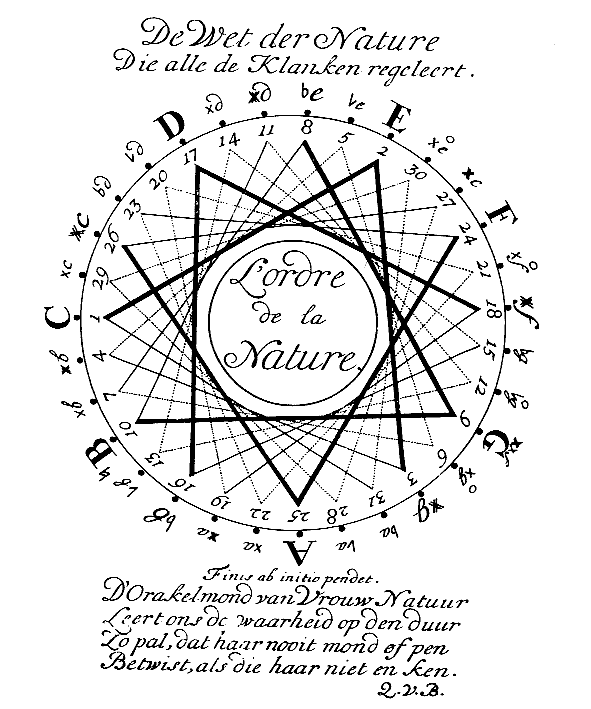
De Wet der Nature Die alle de Klanken regeleert (La Loi de la nature, qui régit tous les sons) : illustration gravée de l'ouvrage Elementa Musica de Quirinus van Blankenburg (1739).

Parmi les quelques œuvres musicales de Van Blankenburg qui nous sont parvenues, on trouve des compositions dans un livre qui comprend des œuvres pour orgue et pour clavecin (1732), y compris des harmonisations de tous les psaumes.
En l'honneur d'Anne de Hanovre, fille de George II, roi de Grande-Bretagne, et notamment à l'occasion de son mariage avec le stathouder de Frise, Guillaume Charles Henri Friso, il compose en 1734 La double harmonie d'une musique algébraique, De dubbelde harmony, une série de danses à l'instar des modèles français, où la voix de basse et la voix qui porte la mélodie, lues en miroir et de bas en haut, sont interchangeables.
Dans son ouvrage Elementa Musica, publié en 1739, Van Blankenburg accuse Georg Friedrich Haendel de plagiat : l'une des fugues de Haendel, publiée en 1735, contient un thème qui avait déjà été offert au compositeur néerlandais en 1725 et sur lequel celui-ci avait composé une fugue ; cependant, la Fuga de Haendel semble avoir été composée vers 1720.
Van Blankenburg est un témoin de premier plan de la passion folle et inconditionnelle de son pays et de ses contemporains pour tout ce qui venait d'Italie. Dans son Elementa Musica, il décrit comment son père avait donné l'ordre à des marchands de rapporter de Venise les dernières impressions, « ayant compris que la musique avait atteint un plus haut degré de perfection en Italie » : « Il s'agissait des seules à pouvoir le distraire. Et, lorsque, dans ma jeunesse, j'étudiais la musique, je n'étais autorisé qu'à faire usage de ces livres, qui, par la suite, remplissaient mes pensées, impliquant que je ne pouvais plus écouter des gaucheries. » Dans le même ouvrage, il remarque : « Lorsque j'essayais d'exécuter un de mes propres morceaux, je ne recevais jamais d'éloges. Mais, si en lieu et place de mon nom Bl[ankenburg]. j'y mettais Di Castelbianco (ce qui revient au même), alors c'était excellent. »
À La Haye, Quirinus van Blankenburg enseigne sans doute la musique à Unico Wilhelm, comte de Wassenaer.

## Œuvres

### Traités de théorie musicale
Il publia plusieurs traités de théorie musicale :
- (nl) 1684 : Onderwijzinge hoe men alle de Toonen en halve Toonen, die meest gebruijkelijck zijn, op de Handt-Fluijt zal konnen t'eene mael zuijver Blaezen (Enseignement de la façon dont on pourra souffler les tons et les demi-tons, qui sont les plus fréquents, sur la flûte) ;
- (nl) 1739 : Elementa Musica, of Niew Licht tot het welverstaan van de musiec en de bas-continuo (Elementa Musica, ou un nouvel éclairage sur la compréhension de la musique et de la basse continue), La Haye, Laurens Berkoske.

### Œuvres musicales
- (fr) 1715 : cantate profane L'Apologie des Femmes ;
- (nl) 1732 : Clavecimbel en orgel-boeck der gereformeerde psalmen en kerkgezangen (Livre de clavecin et d'orgue pour les psaumes et chants religieux réformés), La Haye, Laurens Berkoske, 2e impr. en 1745.

## Ressources

### Discographie
- Les Femmes, French Cantates by Campra, Van Blankenburg, Leclair, Academy of the Begynhof Amsterdam, CD, Globe GLO 5055, 1992.
- Dutch Recorder Sonatas and Harpsichord Works by Wassenaer and His Contemporaries, Ricardo Kanji, Jacques Ogg & Richte van der Meer, CD Globe GLO 5151.
- Musica Neerlandica, Max van Egmond et Apollo Ensemble, en auto-édition, 1995.
- Psalmen in de 18e eeuw, par Sytse Buwalda, Henny Heikens, Wilma van der Wardt, VLS Records VLC 0696, 1996.